# Tswana
Tswana – grupa ludów afrykańskich z rodziny plemion Bantu, zamieszkujących Afrykę Południową. Ich populację szacuje się na ponad 5,6 mln, mówią językiem tswana. Największe społeczności w Botswanie (68% ludności), Południowej Afryce (7% ludności) i Zimbabwe (0,8%). Hodują kozy i bydło oraz uprawiają sorgo i kukurydzę. Wielu mężczyzn pracuje w przemyśle i kopalniach. Struktura społeczna oparta tradycyjnie na patriarchalnych rodach.
W skład ludów Tswana wchodzi wiele podgrup, są to m.in.: Hurutshe, Kgatla, Kwena, Rolong, Tlhaping i Tlokwa.